# Campeonato Sul-Americano de Clubes de Futsal de 2002
O Campeonato Sul-Americano de Clubes de Futsal de 2002 foi a terceira edição da principal competição de clubes de futsal do continente, a primeira sob a chancela da Confederação Sul-Americana de Futebol (CONMEBOL). A fase final ocorreu em Valera, Venezuela, a Zona Norte em Maracay, Venezuela e a Zona Sul em Montevideo, Uruguai, entre 9 de abril e 10 de outubro.

## Formato
A competição foi dividida em duas zonas: "Zona Norte" e "Zona Sul". A Zona Norte foi composta de um grupo de cinco times, onde o primeiro colocado de classificou para a fase final. A Zona Sul foi dividida em dois grupos de cinco times, onde o primeiro de cada grupo avançou para a final do zonal. O ganhador da final classificou-se para a fase final. Na fase final se enfrentaram o campeão da Zona Norte e o campeão da Zona Sul, em dois jogos na Venezuela.